# Jimmy Carl Black
Jimmy Carl Black (døbt James Inkanish Jr., alias Indian of the Group, født 1. februar 1938 i El Paso, Texas – 1. november 2008) var en amerikansk trommeslager og sanger. 
Efter at have modtaget undervisning i både klaver og trompet som barn skiftede Jimmy Carl Black som 20-årig til trommer. I 1962 indspillede han sin første single med bandet The Keys fra Wichita, Kansas. Kort efter flyttede han til Californien, hvor han en dag mødte Roy Estrada i en pladebutik. Roy manglede en trommeslager til sit band The Viscounts, og Jimmy tilbød sig straks. Kort tid efter ændrede de navn til The Soul Giants. Med i gruppen var foruden Jimmy Carl Black også Roy Estrada (bas), Ray Hunt (guitar), Dave Coronado (saxofon). Under en prøve til optræden i musikklubben The Broadside i Inglewood sagde klub-ejeren, at de kunne få et engagement i klubben, hvis de tog Ray Collins med som sanger (han arbejdede som tømrer i natklubben).
Da Ray Hunt forlod bandet foreslog Ray Collins at de tilbød Frank Zappa jobbet, hvilket han takkede ja til. En måned senere forlod også Dave Coronado bandet, hvorefter Zappa tog lederskabet. Gruppen skiftede navn til Blackouts og senere Captain Glasspack & the Magic Mufflers. På mors dag 10. maj 1964 tog de navnet The Mothers, som senere blev ændret til The Mothers of Invention.
Efter sin tid med The Mothers of Invention og Frank Zappa dannede Jimmy Carl Black bandet Geronimo Black, der blev navngivet efter hans på det tidspunkt yngste søn. Med i gruppen var bl.a. Bunk Gardner (tværfløjte, tenor-sax), Buzz Gardner (trompet) og Denny Walley (guitar, sang) som alle havde en fortid (og en fremtid) med Frank Zappa. Bandet havde kontrakt med MCA Records og udgav i 1972 et ikke særligt succesrigt album navngivet efter bandet. Kort efter opløstes bandet, og Jimmy Carl Black flyttede til Anthony og fik arbejde som donut-bager.
I 1973 dannede han bandet The Valley Loboys som senere ændrede navn til Big Sonny and The Loboys og udgav albummet In Heat. Der var langt til den succes og status, han havde haft med Frank Zappa. Efter flere år i nærmest anonymitet flyttede Jimmy i 1980 til New Mexico og udgav et album med ikke tidligere udsendt Geronimo Black-numre med titlen Welcome Back Geronimo Black. Herefter fik Jimmy igen kontakt til sine gamle The Mothers of Invention-kolleger Don Preston og Bunk Gardner, og de dannede i 1980 bandet The Grandmothers, som efterfølgende fik stor succes med at indspille og turnere med en blanding af Frank Zappa-covernumre og egne numre. Bandet spillede bl.a. i Ribe på deres Europa-turné og tre numre fra denne koncert er udgivet på albummet The Eternal Question, senest udgivet på Inkanish Records (Jimmy Carl Blacks pladeselskab) 2002. Med i Grandmothers var også Walt Fowler (trompet, keyboard, sang), Tom Fowler (bas) og Tony Duran (guitar, sang) – alle med en fortid hos Frank Zappa. Grandmothers udgav også albummene A Mother of an Anthology og Looking up Grannies Dress inden bandet blev opløst og Jimmy flyttede til Austin i Texas.
Efter flere år væk fra musikbranchen, hvor han ernærede sig som kunstmaler, gendannede Jimmy i 1988 Grandmothers. De indspillede albummet Dreams on Long Play, som efter lang tids besvær blev udgivet på det tyske pladeselskab Muffin Records i 1993. Med i bandet var igen Don Preston og Bunk Gardner. Senere udgav de albummet Who Could Imagine, nu med den italienske guitarist Sandro Oliva. Efter Frank Zappas død anlagde hans kone Gail Zappa retssag mod Grandmothers, som umuliggjorde det for dem at indspille og turnere. Efter flere års tovtrækkeri blev sagen lukket, og de kunne igen spille Frank Zappa-covernumre. Det blev bl.a. til livealbummet Eating the Astoria optaget i London i 1998. På det tidspunkt var Jimmy flyttet til Tyskland.
I 2000 begyndte han at arbejde med computere, og grundlagde sit eget pladestudie og pladeselskab Inkanish Records. Jimmy Carl Black er i dag aktiv som pladeselskabsdirektør, producent, trommeslager, sanger og medlem af The Muffin Men (et engelsk band, der bl.a. spiller Frank Zappas materiale).